# 宇高武志
宇高 武志（うだか たけし）は、日本の映画プロデューサーである。

## フィルモグラフィー
- 『PとJK』（2017年） - プロデューサー
- 『ピーチガール』（2017年） - 協力プロデューサー
- 『旅猫リポート』（2018年） - プロデューサー
- 『ザ・ファブル』（2019年） - プロデューサー
- 『フード・ラック!食運』（2020年） - プロデューサー
- 『ザ・ファブル 殺さない殺し屋』（2021年） - プロデューサー
- 『事故物件ゾク 恐い間取り』（2025年公開予定） - プロデューサー

| スタブアイコン | サブスタブ | この項目は、まだ閲覧者の調べものの参照としては役立たない、人物に関連した書きかけの項目です。この項目を加筆・訂正などしてくださる協力者を求めています（P:人物伝/PJ:人物伝）。 |